# 全国人大机关采购中心
全国人大机关采购中心，位于北京市西城区西交民巷23号，隶属全国人民代表大会常务委员会办公厅，是参照公务员法管理的事业单位。

## 简介
全国人大机关采购中心于2007年3月成立，隶属全国人大常委会办公厅。
全国人大机关采购中心的主要职责是：
- 根据国家有关法律法规和政策规定，负责统一组织全国人大机关纳入政府集中采购目录项目的采购工作；
- 研究和制定全国人大机关采购实施细则并负责组织实施，制定集中采购内部采购规程；
- 负责组织招标活动；
- 负责有关集中采购人员的业务培训；
- 根据所属部门和单位的委托，签订或组织签订采购合同并督促合同履行；
- 受所属部门和单位的委托，代理全国人大机关集中采购目录以外项目的采购等[3]。

2008年全国两会，是全国人大机关采购中心首次受大会总务组委托，为全国两会采购。这是首次由政府集中采购机构来采购全国两会物品。从配发给每位全国人大代表的办公用品到大会各种设备，全国人大机关采购中心工作人员都要逐项检查，安排采购。